# Gavjuní
El Gavjuní, también transcrito como Gavkhouni o Batlaq-e Gavkhuni (en persa: مانداب گاوخونی‎) es un importante lago de Irán localizado en la meseta iraní de la parte central del país, al este de la ciudad de Isfahán, en el que desagua el río Zayandeh. Es una marisma o área pantanosa y de humedales que cubre una superficie de 476 km². Normalmente en verano se seca.
El lago junto con los pantanos de la parte baja del río Zayandeh fueron designados como sitio Ramsar el 23 de junio de 1975 (Wetlands International Gavkhvny) (n.º ref. 53).
La acumulación de agua está localizado a una altitud de 1.470 m, tiene una salinidad de 315 ‰ y una profundidad media de 1 metro y máxima de 1,5 m. El pantano tiene gran riqueza de recursos biológicos, siendo también un paraíso para las aves migratorias, que lo convierten en una atracción turística.
Al lago Gavjuní llega la contaminación de Isfahán y de otros centros urbanos. Isfahán es una ciudad oasis localizada a orillas del gran río Zayandéh que tiene una importante población de más de 1,5 millones de personas.

## Cine
El lago es también el título de una película de Behruz Afkami Samadi de 2004: Gavkhouni (the river's end).